# Майер, Ловро
Ло́вро Ма́йер (хорв. Lovro Majer; род. 17 января 1998, Загреб) — хорватский футболист, полузащитник клуба «Вольфсбург» и сборной Хорватии. Участник чемпионата мира 2022 и чемпионата Европы 2024.

## Клубная карьера
Родившийся в Загребе в 1998 году Ловро начинал заниматься футболом в местном «Динамо». В возрасте 12 лет он покинул этот клуб. В 2013 году Майер присоединился к другой столичной команде «Локомотива», до этого пройдя через юношеские команды клубов «Дубрава» и «Трнье».
В 2016 году Майер был вызван в основной состав «Локомотива». 30 июня 2016 года он дебютировал за клуб в официальном матче, в гостевой игре квалификации Лиги Европы УЕФА 2016/17 против андорранского клуба «Унио Эспортива Санта-Колома», выйдя на замену на 76-й минуте. 11 сентября того же года Майер забил свой первый гол на высшем уровне, в начале второго тайма сократив отставание в счёте в гостевом поединке против команды «Славен Белупо».
Летом 2017 года встал вопрос о возможном переходе Майера в шотландский «Селтик», однако игрок остался в клубе ещё на сезон. 1 июля 2018 года он перешёл в загребское «Динамо», с которым заключил контракт на пять лет. Сумма трансфера составила от 2 до 2,5 млн евро.

## Выступления за сборную
27 мая 2017 года Майер дебютировал в составе национальной сборной Хорватии, выйдя на замену в товарищеском матче со сборной Мексики.

## Статистика
|               |                  |                  | Лига  | Лига | Кубок | Кубок | Европа | Европа | Всего | Всего |
| Клуб          | Лига             | Сезон            | Матчи | Голы | Матчи | Голы  | Матчи  | Голы   | Матчи | Голы  |
| ------------- | ---------------- | ---------------- | ----- | ---- | ----- | ----- | ------ | ------ | ----- | ----- |
| Локомотива    | Прва ХНЛ         | 2016/17          | 23    | 3    | 3     | 1     | 2      | 0      | 28    | 4     |
| Локомотива    | Прва ХНЛ         | 2017/18          | 30    | 11   | 4     | 3     | 0      | 0      | 34    | 14    |
| Динамо Загреб | Прва ХНЛ         | 2018/19          | 7     | 0    | 0     | 0     | 0      | 0      | 7     | 0     |
| Всего         | Хорватия         | Хорватия         | 60    | 14   | 7     | 4     | 2      | 0      | 69    | 18    |
| Всего         | Всего за карьеру | Всего за карьеру | 60    | 14   | 3     | 1     | 2      | 0      | 69    | 18    |

## Достижения
- Орден Хорватской звезды с ликом Франьо Бучара (15 ноября 2023 года)[8].